# Klaus-Jürgen Alde
Klaus-Jürgen Alde (* 27. April 1949) ist ein Sportreporter des MDR-Hörfunks und zählt zu den dienstältesten Sportreportern Deutschlands.

## Leben
Alde begann seine Karriere als Sportreporter bei Radio DDR I, bei dem er mindestens seit Beginn der 1980er Jahre aktiv war. Er berichtete bereits in dieser Zeit von zahlreichen Schwimm-WM und -EM, vom Wintersport und den Olympischen Sommerspielen 1988. Bei den Olympischen Winterspielen 1988 in Calgary fungierte er als Moderator einer einstündigen zusammenfassenden Live-Sendung und interviewte alle Medaillengewinner der DDR. Bei den Olympischen Sommerspielen 1988 übertrug Alde u. a. den Olympiasieg von Kristin Otto über 50 Meter Freistil für Radio DDR. In dieser Zeit war Alde auch Vorsitzender des DDR-Verbandes der Sportjournalisten. Er moderierte Sportsendungen und Morgenmagazine des DDR-Hörfunks.
1990 wechselte Alde zusammen mit Hubert Knobloch und Thomas Schwarz nach Leipzig, zunächst zu Sachsenradio, später zu MDR info. Seit 1992 arbeitete Alde als Reporter und Moderator für MDR info. In dieser Zeit berichtete er als Live-Reporter des ARD-Hörfunks von fast allen Schwimm-WM- und -EM seit 1990, vom Biathlon und von zahlreichen Olympischen Winter- und Sommerspielen, so auch von zahlreichen Titelgewinnen von Franziska van Almsick.
Legendär ist seine Live-Reportage vom Olympiasieg von Britta Steffen im Jahre 2008.
Zudem begeisterte Alde mit seiner „Pekingente a la Alde“ – einem Radio-Format, mit dem er zahlreiche unterhaltsame Beobachtungen aus der Olympiastadt Peking lieferte, und das täglich im Programm verschiedener ARD-Hörfunkwellen lief.
Alde ist Preisträger des Biathlon-Award 2008 (Medien-Award).
Bei den Olympischen Winterspielen 2010 in Vancouver war er Programmchef für den Hörfunk der ARD.